# Bangsalan (Teras)
Bangsalan is een bestuurslaag in het regentschap Boyolali van de provincie Midden-Java, Indonesië. Bangsalan telt 2190 inwoners (volkstelling 2010).